# Charles Chetwynd-Talbot (19e comte de Shrewsbury)
Charles John Chetwynd-Talbot, 19e comte de Shrewsbury (13 avril 1830 - 11 mai 1877) est un homme politique conservateur britannique. Il sert en tant que capitaine de l'honorable Corps des hommes d'armes sous Benjamin Disraeli entre 1875 et 1877.

## Biographie
Il est le fils aîné de l'amiral Henry Chetwynd-Talbot, 18e comte de Shrewsbury, et de son épouse, Sarah Elizabeth, fille de Henry Beresford (2e marquis de Waterford). Le 22 mai 1849, il est nommé lieutenant du Staffordshire Yeomanry. Il achète une commission de cornet et de sous-lieutenant au sein du 1er régiment de Life Guards le 17 janvier 1851. Il est promu capitaine de vaisseau dans le Yeomanry le 25 mars 1851 et achète une lieutenance dans le Life Guards le 5 août 1853. Il démissionne de sa commission à la fin de 1854. Le 1er novembre 1856, il est nommé sous-lieutenant de Staffordshire.

## Carrière politique
Il entre à la Chambre des communes en tant que l'un des deux représentants de Stafford en 1857, poste qu'il occupe jusqu'en 1859, avant de représenter Staffordshire North de 1859 à 1865. Le 13 juillet 1864, il est promu major dans le Staffordshire Yeomanry. Il représente Stamford en 1868 avant de succéder à son père comme comte. Il sert de 1875 à 1877 en tant que capitaine de l'honorable Corps des hommes d'armes dans la deuxième administration conservatrice de Benjamin Disraeli et est admis au Conseil privé en 1874.

## Famille

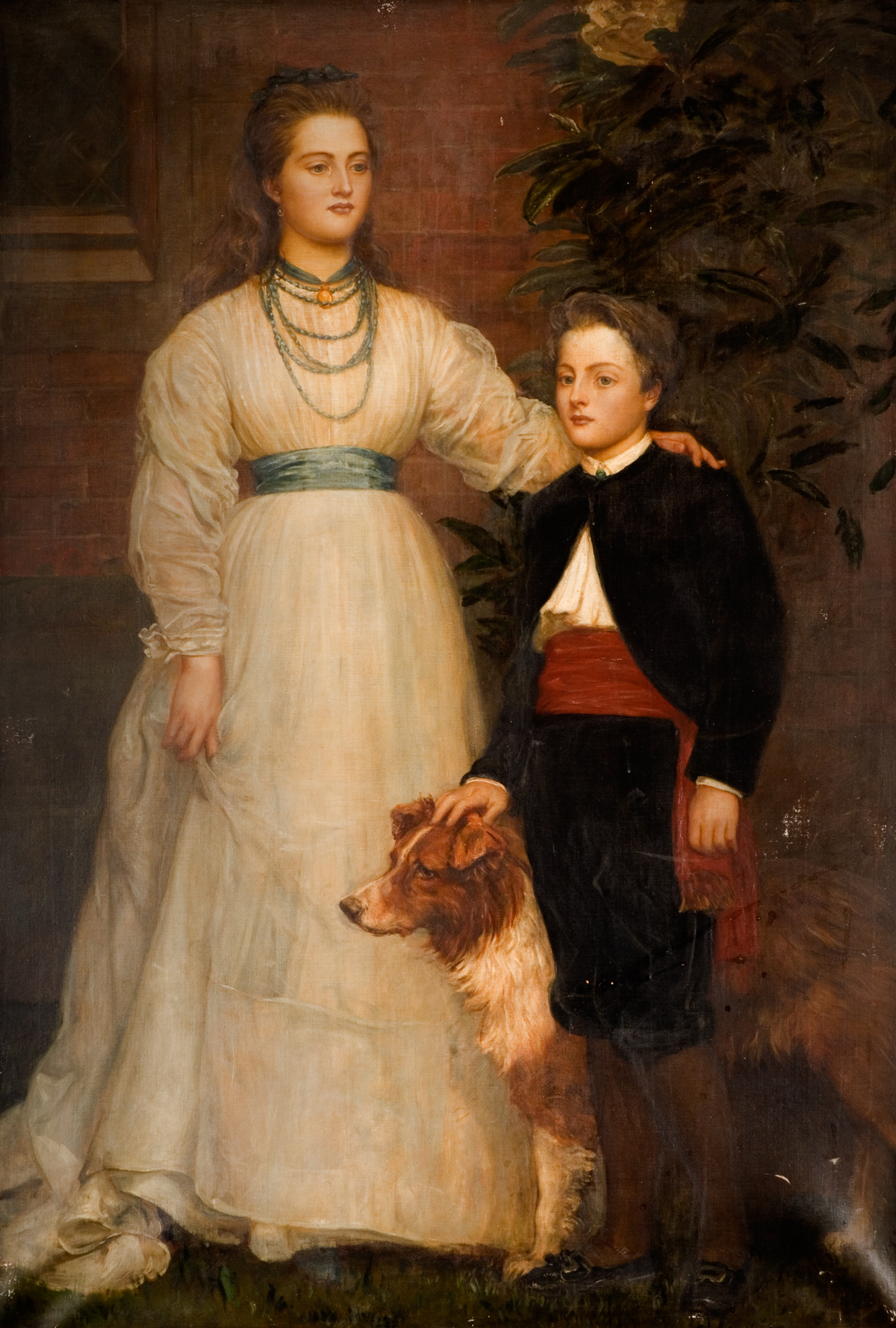
Portrait de ses enfants Thérèse et Charles

Il épouse Anna Theresa Cockerell (1836-1912), fille du capitaine Richard Howe Cockerell (d 1839 Calcutta) et de sa femme Theresa Newcomen, plus tard Lady Eglinton, en 1855. La nouvelle Lady Shrewsbury est la belle-fille du 13e comte et la demi-sœur des 14e et 15e comtes. Ils ont quatre enfants: Theresa Susey Helen, Guendolen Theresa, Muriel Frances Louisa et Charles Chetwynd-Talbot (20e comte de Shrewsbury).
Leur fille aînée, Theresa, épouse Charles Vane-Tempest-Stewart (6e marquis de Londonderry) et est la mère du 7e marquis. Une autre fille, Muriel, épouse William Duncombe, vicomte Helmsley, et est la mère de Charles Duncombe (2e comte de Feversham). Il meurt subitement en mai 1877, à l'âge de 47 ans, et son fils unique, Charles, lui succède comme comte. La comtesse de Shrewsbury meurt en juillet 1912, à l'âge de 76 ans .